# Miroslav Soukup
Miroslav Soukup (* 13. November 1965 in Prachatice) ist ein ehemaliger tschechischer Fußballspieler und derzeitiger Fußballtrainer.

## Spielerkarriere
Soukup spielte für Tatran Prachatice, RH Žižkov und erneut Tatran Prachatice. 1990 ging der Mittelfeldspieler nach Deutschland und schloss sich dem TV Freyung an. Von 1995 bis 1997 und von 1997 bis 2001 war er Spielertrainer beim FC Salzweg und in Freyung.

## Trainerkarriere
Soukup begann seine Trainerlaufbahn noch als aktiver Spieler: von 1995 bis 2000 war er Leiter der Juniorenabteilung bei Tatran Prachatice. Zeitgleich war er Spielertrainer in Salzweg und Freyung. In der Saison 2001/02 übernahm er die 1. Mannschaft von Tatran Prachatice in der 3. Liga (ČFL) und führte die Mannschaft auf den zweiten Platz. Ein Jahr später feierte Soukup mit dem Team die Meisterschaft in der ČFL und den damit verbundenen Aufstieg in die 2. Liga. Sokup betreute die Mannschaft bis zur Winterpause und wurde danach von Karel Musil  abgelöst. In den Jahren 2003 und 2004 war Soukup zudem für den Juniorenbereich bei Dynamo České Budějovice verantwortlich.
Anfang 2004 wurde Soukup Co-Trainer beim 1. FC Brünn. Diesen Posten hatte er bis April 2008 inne. Ebenfalls 2004 übernahm Soukup die Tschechische U18-Auswahl. Bei der U-19-Fußball-Europameisterschaft 2006 führte er die Mannschaft bis ins Halbfinale, womit sich das Team für die Junioren-Fußballweltmeisterschaft 2007 qualifizierte. In Kanada erreichte die U20 das Endspiel, das mit 1:2 gegen Argentinien verloren ging.
Nach diesem Erfolg wechselte Soukup als Co-Trainer von Vítězslav Lavička zur Tschechischen U21-Auswahl. Ab Mai 2008 trainierte der Tscheche die Ägyptische U20-Auswahl. Er blieb bis Oktober 2009 in dieser Funktion. Im April 2010 kehrte er in seine tschechische Heimat zurück und wurde Trainer des Erstligisten 1. FC Slovácko, bei dem er bis August 2012 blieb.
Nach weiteren Stationen, unter anderem als Trainer der tschechischen U18-Nationalmannschaft, übernahm Soukup 2013 erstmals die Jemenitische Nationalmannschaft. Diese trainiert er aktuell seit dem 30. September 2022 erneut, nachdem er zuvor unter anderem Nationaltrainer von Bahrain war. Er nimmt mit dem Jemen an der Westasienmeisterschaft 2023 teil, deren genauer Austragungszeitpunkt und -ort noch nicht feststeht.

## Erfolge
- Meister ČFL und Aufstieg in die 2. Liga 2003 mit Tatran Prachatice
- Bronze bei der U-19-Fußball-Europameisterschaft 2006 mit der tschechischen Auswahl
- Silber bei der Junioren-Fußballweltmeisterschaft 2007 mit der tschechischen Auswahl